# Bassin d'Arcachon et banc d'Arguin
Bassin d'Arcachon et banc d'Arguin este o arie protejată (arie de protecție specială avifaunistică — SPA) din Franța întinsă pe o suprafață de 22.639 ha, din care 93 % marine.

## Localizare
Centrul sitului Bassin d'Arcachon et banc d'Arguin este situat la coordonatele 44°39′27″N 1°12′59″W / 44.65743°N 1.21646°V.

## Înființare
Situl Bassin d'Arcachon et banc d'Arguin a fost declarat arie de protecție specială avifaunistică în baza directivei 79/409 din 1979 referitoare la conservarea păsărilor sălbatice pentru a proteja 117 specii de animale.

## Biodiversitate
Situată în ecoregiunea atlantică, aria protejată nu include niciun habitat protejat.
La baza desemnării sitului se află mai multe specii protejate de  păsări (117): pitulice de apă (Acrocephalus paludicola), fluierar de munte (Actitis hypoleucos), alca (Alca torda), pescăruș albastru (Alcedo atthis), rață sulițar (Anas acuta), rață pitică (Anas crecca), rață fluierătoare (Anas penelope), rață mare (Anas platyrhynchos), gâscă cenușie (Anser anser), gâscă de semănătură (Anser fabalis), fâsă-de-câmp (Anthus campestris), stârc cenușiu (Ardea cinerea), stârc roșu (Ardea purpurea), pietruș (Arenaria interpres), ciuf de câmp (Asio flammeus), rață-cu-cap-castaniu (Aythya ferina), rața moțată (Aythya fuligula), buhai de baltă (Botaurus stellaris), Branta bernicla, Bubulcus ibis, pasărea ogorului (Burhinus oedicnemus), Calidris alba, fugaci de țărm (Calidris alpina), Calidris canutus, fugaci roșcat (Calidris ferruginea), Calidris maritima, fugaci mic (Calidris minuta), Calonectris diomedea, caprimulg (Caprimulgus europaeus), Catharacta skua, prundăraș de sărătură (Charadrius alexandrinus), prundaș gulerat mare (Charadrius hiaticula), chirighiță-cu-obraz-alb (Chlidonias hybridus), chirighiță neagră (Chlidonias niger), barză albă (Ciconia ciconia), barză neagră (Ciconia nigra), șerpar (Circaetus gallicus), erete de stuf (Circus aeruginosus), erete vânăt (Circus cyaneus), cristeiul de câmp (Crex crex), lebădă de vară (Cygnus olor), egretă albă (Egretta alba), egretă mică (Egretta garzetta), Elanus caeruleus, presură de grădină (Emberiza hortulana), șoim de iarnă (Falco columbarius), șoim călător (Falco peregrinus), lișiță (Fulica atra), becațină comună (Gallinago gallinago), Gallinago media, găinușă de baltă (Gallinula chloropus), cufundar polar (Gavia arctica), cufundar mare (Gavia immer), cufundar mic (Gavia stellata), pescăriță râzătoare (Gelochelidon nilotica), cocor (Grus grus), scoicar (Haematopus ostralegus), piciorong (Himantopus himantopus), stârc pitic (Ixobrychus minutus), sfrâncioc roșiatic (Lanius collurio), Larus argentatus, Larus audouinii, pescăruș sur (Larus canus), pescăruș negricios (Larus fuscus), Larus marinus, pescăruș-cu-cap-negru (Larus melanocephalus), Larus michahellis, pescăruș mic (Larus minutus), pescăruș râzător (Larus ridibundus), Larus sabini, sitar de mal nordic (Limosa lapponica), ciocârlie de pădure (Lullula arborea), gușă albastră (Luscinia svecica), rață neagră (Melanitta nigra), Mergus serrator, gaia neagră (Milvus migrans), gaia roșie (Milvus milvus), sula bassana (Morus bassanus), culic mare (Numenius arquata), Numenius phaeopus, stârc de noapte (Nycticorax nycticorax), Oceanodroma leucorhoa, vultur pescar (Pandion haliaetus), viespar (Pernis apivorus), cormoran mare (Phalacrocorax carbo), notatița cu ciocul subțire (Phalaropus lobatus), bătăuș (Philomachus pugnax), lopătar (Platalea leucorodia), țigănuș (Plegadis falcinellus), ploier auriu (Pluvialis apricaria), ploier argintiu (Pluvialis squatarola), corcodel-urechiat (Podiceps auritus), corcodel mare (Podiceps cristatus), corcodel-cu-gât-negru (Podiceps nigricollis), Puffinus puffinus mauretanicus, cristei de baltă (Rallus aquaticus), ciocântors (Recurvirostra avosetta), Rissa tridactyla, sitar de pădure (Scolopax rusticola), eider (Somateria mollissima), lup de mare mic (Stercorarius parasiticus), Stercorarius pomarinus, chiră mică (Sterna albifrons), pescăriță mare (Sterna caspia), chiră de baltă (Sterna hirundo), Sterna paradisaea, chiră de mare (Sterna sandvicensis), silvie de tufiș (Sylvia undata), călifar alb (Tadorna tadorna), spârcaci (Tetrax tetrax), fluierar negru (Tringa erythropus), fluierar de mlaștină (Tringa glareola), fluierar cu picioare verzi (Tringa nebularia), fluierarul de zăvoi (Tringa ochropus), fluierarul cu picioare roșii (Tringa totanus), Uria aalge, nagâț (Vanellus vanellus).
Pe lângă speciile protejate, pe teritoriul sitului au mai fost identificate 5 specii de păsări.